# Jacques Pasquier
Pour les articles homonymes, voir Pasquier.
Jacques Pasquier, né le 9 avril 1932 à Caen en Normandie, est peintre, graveur et sculpteur d’œuvres en terre cuite. Il vit et travaille à Caen (Calvados) et expose régulièrement en France et à l'étranger. Son œuvre est présentée dans les collections publiques, notamment au musée des beaux-arts de Caen, à la Bibliothèque nationale de France, au musée des beaux-arts de Nantes, à Bergen (Pays-Bas), à la maison de l'Humour et de la Satire de Gabrovo (Bulgarie), au musée des beaux-arts de Belfort et au musée Eugène-Boudin de Honfleur.

## Biographie
Jacques Pasquier passe son enfance et son adolescence à Ségrie-Fontaine (Orne) où ses parents possèdent une filature de laine cardée sur la Rouvre. Là, il pratique la bande dessinée, puis s'initie au dessin animé en prenant des cours par correspondance avec Jean Image. Il se passionne également pour l'entomologie, ce qui influencera durablement son œuvre.
Ses premières peintures sont réalisées en 1949.
De 1954 à 1956, il vit à Paris. En 1957, il s'installe à Caen et ouvre la galerie Cadomus le 6 octobre, au 33 de la rue Froide où seront exposées ses œuvres pour la première fois. La galerie Cadomus devient rapidement le lieu de rencontres, d'échanges entre artistes, tels Pier Brouet, Jacques Chesnel, Gaudérique Grand, Jacques Deschamps, Michel Frérot, Yvonne Guégan, Jean Claude Salesse, Robert Surcouf, Victor-Maurice Duhazé, Daniel Dumoussaud, Henri Dumoussaud, Roland Lefranc, Meautry, Marianne Van der Linden-Urban, Alain Tanguy, Bernard Perrine. Les expositions de peintures, de sculptures, de photographies et d'écriture s'y succèdent. Il y invite en 1960 L'Atelier 17 dirigé par Stanley William Hayter.
En 1961, il réalise les costumes, masques et décors pour La Leçon et Jacques ou la soumission d'Eugène Ionesco dans une mise en scène de Jean Pierre Laurent (théâtre de l'A, Caen). La galerie Cadomus ferme ses portes en 1962. Cette même année, Jacques Pasquier s'inscrit au cours de gravure de Jacques Gauthier à l'école des beaux-arts de Caen. D'août 1962 à juin 1963, il travaille sur les neuf fresques de l'église romane de Neuf-Marché, (Seine Maritime). Il séjourne en 1964 et 1965 dans le groupe communautaire Cyrné Artes à Palasca (Corse).
En 1967, pendant quatre mois, il suit Louis-Yves Loirat, reporter photographe, pour un périple de quinze mille kilomètres à travers le Maroc. Il en rapporte des croquis réalisés au stylo à bille ou à la gouache, qui constituent un de ses nombreux carnets de voyage.
En 1970, il expose au musée des beaux-arts de Nantes. En 1971, il s'inscrit aux cours de lithographie de Henri Thomas, prix de Rome, à l’école des beaux-arts de Caen où seront tirées ses œuvres jusqu'à ce qu'il fasse l'acquisition d'une presse lithographique deux ans plus tard. Le cabinet des estampes de la Bibliothèque nationale de France lui achète une série de gravures. L’année suivante, il réalise une décoration murale pour la faculté de droit de l'université de Caen (campus 1). En 1978, il réalise également une décoration murale pour le collège de Cabourg (Calvados).
De 1972 à 1978, il expose à la galerie de l'Estuaire (Honfleur) dirigée par Yvon Gay.
En 1982, le plasticien numérique Bernard Caillaud crée un premier montage audiovisuel Jacques Pasquier, Documents avec un texte d'Alain Vircondelet dit par Emmanuelle Riva.
En 1984, il séjourne et expose en Bulgarie à la Maison de l'Humour et de la Satire de Gabrovo qui lui achète la totalité des gravures satiriques exposées, cent quarante-quatre au total. À cette occasion un catalogue est édité et préfacé par Vesseline Vassilev. Il séjourne également au Sénégal et participe à Rencontres sous le haut patronage du ministère des Affaires extérieures et de l'Association française d'action artistique en présence de Philippe Briet, commissaire artistique. L'exposition itinérante est alors présentée dans trois pays : à Abidjan, en République de Côte d'Ivoire, en novembre 1984 ; à Dakar, en République du Sénégal, en décembre 1984 ; à Bamako, en République du Mali, en février 1984. Parmi les exposants aux côtés de Jacques Pasquier, figurent Pierre Alechinsky, Nicolas Alquin, Arman, Pierre Buraglio, Gérard Fromanger, Michel Haas, Jean Hélion, Roberto Matta, Georges Noël, Jean-Paul Riopelle, Otto Schauer, Zao Wou-Ki. Il expose la même année aux Pays-Bas et se rend à Belle-Île-en-Mer, puis à Majorque en 1986 et à New York en 1987 et 1988, il y retrouve Philippe Briet.
En 1986 également, il expose dessins et terres cuites au musée de Trouville-sur-Mer. Le catalogue est préfacé par Isabelle Collet, conservatrice du musée.
En 1987, il fait les costumes et les décors pour Quel petit vélo à guidon chromé au fond de la cour ? de Georges Perec, dans une mise en scène de Jean Pierre Laurent (grand prix au festival Off d'Avignon). En 1989, il réalise une colonne illustrant le deuxième article de la Déclaration des Droits de l'Homme à Hérouville-Saint-Clair (Calvados)
En 1988, le collectionneur néerlandais Arie Rampen crée l'Association des Amis de Jacques Pasquier.
En 1989, il expose à la galerie Gartner à Mönchengladbach (Allemagne). À cette occasion la galerie édite un recueil de linogravures originales de Jacques Pasquier intitulé Bestiaire.
En 1990 (8 mars-5 avril), il expose à New York Paintings and Works on Paper à la Philippe Briet Gallery. Il expose également au théâtre d'Hérouville-Saint-Clair.
De 1991 à 1997, il expose à la galerie Sabine Herbert, rue Vieille-du-Temple à Paris.
En 1993, le philosophe Michel Onfray fait une conférence à Argentan (Orne), à l'occasion de la parution de son livre L’Œil nomade, la peinture de Jacques Pasquier.
De 1994 à 2008, il expose régulièrement à la galerie du Paradis à Lisieux, dirigée par Christian et Odile Auzoux.
En novembre 1997 est présentée une seconde pièce audiovisuelle de Bernard Caillaud sur une musique d'Ivan Wyschnegradsky intitulée Jacques Pasquier, Nouveaux Parcours.
En 1999, le compositeur Alan Lawrence crée une pièce musicale intitulée Jacques Pasquier rencontre Yvonne Audette ici qui sera jouée pour la première fois à Londres le 17 février par The Ovid Ensemble.
En février 2000, il accompagne Michel Gosse, spécialiste et collectionneur d'art africain, dans un périple de deux mille cinq cents kilomètres au Togo, Burkina Faso, Mali (Pays Dogon), et en rapporte plus de cent aquarelles et dessins. La même année est présentée à l'abbaye aux Hommes (hôtel de ville de Caen), l'exposition « Jacques Pasquier, 45 ans de la vie d’un peintre ».
En 2004, il se rend en Slovaquie sur l'invitation de l'Alliance française et expose à la Vychodoslovenska Galéria et, l'année suivante, il présente au Queensland College of Art de Brisbane (Australie), une exposition accompagnée de la création musicale de John Lambert (en) et Alan Lawrence.
En 2006, la médiathèque de Condé-sur-Noireau (Calvados) présente « Jacques Pasquier, les fresques de l’Église de Neuf-Marché, études préparatoires : 1961-1962 ».
En 2008, il séjourne et expose aux Seychelles accompagné du photographe Jacques Blondel. De retour, il présente ses peintures récentes (2006 à 2008) au Tanit Théâtre et au théâtre de Lisieux. La même année, pour les 20 ans de l’Association des Amis de Jacques Pasquier, une exposition de laques sur kraft est présentée au musée des beaux-arts de Caen en même temps que la projection du film de Sonia Cantalapiédra, La Fragrance des Doubles.
En 2009, c'est la galerie Danielle Bourdette-Gorzkowski de Honfleur (Calvados) qui présente un ensemble de peintures « Jacques Pasquier, 50 ans d'une vie en 50 peintures ». Cette même année, le musée des beaux-arts de Saint-Lô (Manche) présente une rétrospective intitulée Cadomus 1957-1962.
En 2011, d'abord à Honfleur, la galerie Danielle Bourdette-Gorzkowski présente « Pasquier dans tous ses états », proposant un ensemble de peintures et de terres cuites ; puis à Belfort (Territoire de Belfort), où Jacques Pasquier présente au musée d'art moderne ses œuvres les plus récentes avec « Jacques Pasquier, œuvres récentes ». Il expose également à Coutances au musée Quesnel-Morinière. 
En 2012, le musée Eugène-Boudin de Honfleur lui consacre une exposition intitulée « Traversées ». L'année suivante, toujours à Honfleur, l'exposition « Jacques Pasquier, œuvres récentes » est présentée au mois de mars-avril à la galerie Danielle Bourdette-Gorzkowski. En mars également, le musée Villa Montebello de Trouville-sur-Mer (Calvados) propose au public « Jacques Pasquier, La mer au plus près, 1959-2012 ». À son tour, de novembre 2013 à janvier 2014, le musée des beaux-arts de Caen, sous le commissariat de Caroline Joubert, présente « Permanence & métamorphoses, Jacques Pasquier 1960-2013 ».
En 2014, il présente « Morsure, eaux fortes » au lycée Allende à Hérouville-Saint-Clair (Calvados) et en 2015, la galerie Danielle Bourdette-Gorzkowski de Honfleur, présente de nouveau les dernières œuvres de Jacques Pasquier. La Galerie XXI à Paris présente un ensemble de quarante terres cuites de l'artiste. La Samdi Galerie sise rue Saint Martin à Caen présente « Nouveaux Instants » ainsi qu'une exposition du groupe Cadomus à laquelle participe Jacques Pasquier.
En 2016, une exposition est présentée à Bergen (Pays-Bas), « Jacques Pasquier, Het Geluid van de ziel » au Kranenburgh Culturele Buitenplaats ; le dossier-catalogue est préfacé par Michel Onfray.
En 2017, une exposition intitulée Jacques Pasquier , épitomé lui est consacrée à l'Espace Musée Charles-Léandre. La Galerie XXI à Paris présente des terres cuites, des dessins et des toiles.
En 2018, une exposition intitulée « Jacques Pasquier : Chemin de croix » est présentée à l'abbaye de Hambye (Manche).
En 2021, une exposition intitulée « Où allons-nous ? » est présentée à la galerie Danielle Bourdette Gorzkowski de Honfleur (Calvados) ; une autre se tient, de novembre 2021 à janvier 2022, à la galerie XXI (Paris) sous le titre « Lumière blanche ».
En 2022, Jacques Pasquier expose ses œuvres à la Samdi Galerie de Caen sous le titre "Florilège" (du 15 au 30 janvier 2022) puis à Paris toujours à la Samdi Galerie mais cette fois installée 37 rue Saint Honoré à Paris en 2023 avec la série Spécimens (du 2 décembre 2022 au 28 janvier 2023)[réf. nécessaire].
En 2023, exposition à la Samdi Galerie Paris du 1er février au 31 mars 2023[réf. nécessaire].
En 2024, exposition  présentée à la galerie Danielle Bourdette Gorzkowski de Honfleur (Calvados) intitulée "Dans tous ses états".

## Œuvres
Dans une brochure éditée par la Maison Descartes (Institut français d'Amsterdam), Michel Onfray définit 15 périodes, qu'il nomme « stations », caractéristiques de l’itinéraire pictural de Jacques Pasquier. Durant les années 1959-1960, Jacques Pasquier peint des personnages reliés entre eux (Course de chevaux attelés 1960). Michel Onfray nomme cette période « Le Solipsisme ». 
La période intitulée « L'Idéal » (1960 à 1965) regroupe quant à elle, des séries de personnages pesants qui semblent jouer avec des papillons ou des oiseaux (Groupe aux papillons jaunes 1960). 
Suit « La Catastrophe » (1966-1967) qui est une période plus tragique avec des toiles aux titres évocateurs, La Menace, Le Cortège, La Grande Vague ou encore Le Magma. 
Durant les années 1968-1969, une nouvelle période qualifiée par Michel Onfray de « Machine » prend corps, la pensée du peintre est alors liée aux mécanismes : Le Faciès mécanique, Machine à diffuser des rayons, Machine à percevoir et à restituer.
Vient ensuite une nouvelle série consacrée à « L'Architecture » où les personnages se meuvent à l'intérieur d'espaces qui semblent enfermer le sujet (1969-1973); les toiles ont alors pour titres : Cage au Grand Oiseau Noir, M. Mary sur fond rouge, Agno sur fond bleu ou Cage vide.
En 1975 et 1976, Jacques Pasquier s'intéresse à « La Passion » et réalise un chemin de croix, prétexte à exprimer la douleur, la souffrance et la damnation de chacun des hommes. 
Suivent encore de nouvelles périodes : « La Lumière » (1976) où vases, verres et ouvertures donnent à voir de forts contrastes; « La Couleur » (1977-1980) où les œuvres se caractérisent par les couleurs vives qui les habitent; « Le Réalisme » (1980-1986) aux productions déconstruites (Le Bidon de fer blanc - 1983); « L'Irisation » où les sujets se perdent au profit de vibrations colorées, (Rue à New York, Hollande du Nord). 
De 1989 à 1991, l'époque est consacrée aux « Répétitions » avec l'utilisation de rouleaux qui modifie le métier du peintre, (Vanité, avril 1990 n° 4). Suivront « Les Spécimens » (1991-1992) avec Visage sur fond slovaque ou Motif slovaque sur fond rouge, « La Figure » (1992-1994), « La Déconstruction » (1994-1995) et « L'Hédonisme » (1996 - 2002).
Dès les années suivantes, Jacques Pasquier inaugure de nouvelles périodes, avec Chrysalides (2003), Coulures (2007-2011) et un retour à la figure dans la série des toiles sur le thème de la ville (2010-2016) telles les œuvres Octobre 2010 Le Centre ou Janvier 2012 n° 1 On danse !.

## Collections publiques
La Bibliothèque nationale de France conserve près de 400 de ses estampes.
Au début des années 2000, il est prévu que le pavillon des sociétés savantes à Caen soit réaménagé afin d'y exposer une collection d'œuvres d'art contemporaines rassemblées par Jacques Pasquier ; mais le projet ne se réalise pas.

### Musées
- Fin d'après midi, huile sur toile, musée de Trouville - Villa Montebello

#### Ouvrages
- Michel Onfray[8], L’Œil nomade, la peinture de Jacques Pasquier
- Jacques Pasquier, Peintures Laques sur toile & Laques sur papier 1994-1998 - Conseil Régional de Basse-Normandie[33]
- Jacques Pasquier. Sculptures en terre cuite 1960-1998 - Musée d'art et d'histoire de Lisieux[34]
- Jacques Pasquier. Catalogue raisonné de l’œuvre gravé 1957-1998, Artothèque de Caen - Musée des beaux-arts de Caen, 255 pages, février 1999[35]
- Neuf-Marché, les fresques de Jacques Pasquier édition AAJP, textes de : Martine Baransky, Gilles Henry - Photographies de Jacques Blondel, 2003[36]
- Artistes contemporains en Basse-Normandie 1945-2005, ouvrage sous la direction de Louis Le Roc'h Morgère. Archives de la région Basse-Normandie[37]
- Jackie Pasquier insolite, éditions Le Vistemboir 2009[38]
- Jacques Pasquier. Les Traversées Rétrospective 1946-2012 à l'occasion de l'exposition au Musée Eugène Boudin 2012 Avant propos de Anne-marie Bergeret-Gourbin et texte de Martine Baransky[39]
- La Mer au plus près, de 1959 à 2012, à l'occasion de l'exposition ouverte du 16 mars au 9 juin 2013, préface par Alain Vircondelet[40]
- Permanence & métamorphoses. Jacques Pasquier 1960-2013, commissariat Caroline Joubert, préface Philippe Duron. Textes Jacky Féron, Jacques Pasquier novembre 2013[41]

#### Brochures et autres catalogues
- Jacques Pasquier, peintures 1959-1981 Musée des beaux-arts de Caen 27 mars - 16 mai 1982 - Préface : Chantal Rivière Texte : Alain Vircondelet[42]
- Caen-Bergen - 5 Franse schilders in Bergen - Dirkshorn - Egmond - Warmenhuizen 14 septembre au 20 octobre 1985, catalogue d'exposition créé par Arie Rampen, Wim De Jong, Philippe Briet[43]
- Jacques Pasquier, dessins Musée de Trouville 1986 ; préface : Isabelle Collet, texte : Emmanuelle Riva, notes : Jacques Pasquier[44]
- Jacques Pasquier, Théâtre d'Hérouville 9 mars - 15 avril 1990. Préface : Michel Dubois, texte de Michel Onfray[7]
- Jacques Pasquier, peintures - John Lambert, musique - Gemeentehuis Bergen N.H 7 septembre - 6 octobre 1991 - Chapelle Saint-Georges Caen - novembre 1991- éd. AAJP[45]
- Jacques Pasquier et le livre, Caen, Bibliothèque municipale 1994. Préface Philippe Dupont, directeur de la bibliothèque de Caen, textes de Gérard Pouloin et Martine Baransky[46]
- Sur Jacques Pasquier. Portrait du peintre en métaphysicien, Amsterdam : Institut français, 1996 Michel Onfray[29]
- Notes 1962 - 1996 Jacques Pasquier[47]
- La Galerie Cadomus, une aventure artistique caennaise 1957 - 1962 - Brochure de l'exposition 2009 - Musée des Beaux-Arts de Saint-Lô (Manche) -Textes Martine Baransky
- Jacques Pasquier, œuvres récentes, musée d'art moderne, donation Maurice Jardot Belfort, 2011
- Jacques Pasquier, musée Quesnel-Morinière Coutances, 2012, textes de Jacky Feron et Eric Lefèvre, photographies Jacques Blondel et Samdi Dinar
- Haute école, brève histoire du cheval philosophique, Michel Onfray, Flammarion[48]

### Filmographie
- Jacques Pasquier, ou le peintre par son modèle, film 16 mm du réalisateur Patrick Viret (1984)
- Dans l'atelier de Jacques Pasquier, un film de Sonia Cantalapiedra, 56 min ; éditeur : Les films d'un jour (2011)[12]